# Machteld Moninckx
Machteld Moninckx (auch Machtelt Moninckx; gestorben nach 1662) war eine niederländische Malerin.

## Leben
Machteld Moninckx wurde als Tochter des Landschaftsmalers Sybert Cornelisz. Moninckx (gest. 1642) und Neeltje Nagel vermutlich in Den Haag geboren. Sie heiratete den Maler Paulus Dinant (gest. vor oder 1658). Aus dieser Ehe gingen mindestens zwei Söhne hervor.
Machteld Moninckx wuchs in Den Haag in einer Familie mit vielen Künstlern auf. Ihr Vater und beide Großväter waren Maler, und auch ihre Brüder Pieter und Cornelis wurden ebenfalls Maler. Sie selbst heiratete den Maler Paul Dinant. Laut Bredius zeichnete sie auch selbst. Es kann sein, dass Bredius sie mit Maria Moninckx, einer Cousine zweiten Grades verwechselte, und verschiedene Künstlerlexika kopierten diesen Fehler. Die einzige Grundlage für die Annahme, dass Machteld Moninckx eine Künstlerin war, ist das Dokument, aus dem hervorgeht, dass sie am 11. April 1658 im Bruderschaftsraum der Lukasgilde in Den Haag Gemälde, Drucke, Gips, Zeichnungen und andere Künstlerbedarfsartikel verkaufte. Allerdings handelte es sich vermutlich um den Besitz und die Arbeit ihres verstorbenen Mannes. Auch ihre Söhne Paulus (ca. 1653–?) und Dirk wurden Maler. Ein Stillleben mit Blumen im Rijksmuseum wird ihr zugeschrieben.
In den letzten Jahren ihres Lebens lebte Machteld Moninckx in Huis ter Nieuburg in der Nähe von Rijswijk, wo ihr Sohn Dirk Hausverwalter war.